# Зе Маріо (футболіст, 1949)
Жозе Маріо де Алмейда Баррос (порт. José Mário de Almeida Barros), більш відомий як просто Зе Маріо (порт. Zé Mário, нар. 1 лютого 1949, Ріо-де-Жанейро) — бразильський футболіст, що грав на позиції півзахисника. По завершенні ігрової кар'єри — тренер.

## Ігрова кар'єра
У дорослому футболі дебютував 1970 року виступами за команду «Бонсукессо». Своєю грою за цю команду привернув увагу представників тренерського штабу  «Фламенго», до складу якого приєднався 1971 року. Відіграв за команду з Ріо-де-Жанейро наступні чотири сезони своєї ігрової кар'єри.
Протягом 1975 року недовго захищав кольори «Флуміненсе», після чого 1976 року уклав контракт з клубом «Васко да Гама», у складі якого провів наступні чотири роки своєї кар'єри гравця. Більшість часу, проведеного у складі «Васко да Гама», був основним гравцем команди.
Завершив професійну ігрову кар'єру у клубі «Португеза Деспортос», за який виступав протягом 1980—1982 років.

## Кар'єра тренера
Розпочав тренерську кар'єру відразу ж по завершенні кар'єри гравця, 1982 року, очоливши тренерський штаб клубу «Ботафогу». Згодом очолював клуби «Фігейренсе», «Сеара», «Ферровіаріо» та «Фламенго» (Терезіна). 
1986 року був головним тренером збірної Іраку, але наступного року повернувся на батьківщину, очоливши «Гояс». 
У 1988–1990 роках знову працював в Азії з еміратським «Аль-Айном», а в подальшому працював з рядом катарських та саудівських клубів, а також національними збірними цих двох країни. Також був головним тренером японської команди «Касіма Антлерс» та еміратського «Аль-Васла».
Наразі останнім місцем тренерської роботи був клуб «Аль-Арабі», головним тренером команди якого Зе Маріо був протягом 2008 року.

## Титули і досягнення

### Як гравця
- Переможець Ліги Каріока (4):

«Фламенго»: 1972, 1974
«Флуміненсе»: 1975
«Васко да Гама»: 1977
- Переможець Кубка Гуанабара (3):

«Фламенго»: 1972, 1973
«Васко да Гама»: 1977

### Як тренера
- Переможець Ліги Гояно (2):

«Гояс»: 1987, 1991
- Чемпіон Катару (1):

«Аль-Арабі»: 1992-93
- Володар Кубка Еміра Катару (1):

«Аль-Арабі»: 1992-93
- Володар Кубка наслідного принца Саудівської Аравії (1):

«Ер-Ріяд»: 1994
- Чемпіон Японії (1):

«Касіма Антлерс»: 1998
- Володар Чемпіон Саудівської Аравії (1):

«Аш-Шабаб»: 2003-04
- Володар Президента ОАЕ (1):

«Аль-Васл»: 2006-07
- Володар Чемпіон ОАЕ (1):

«Аль-Васл»: 2007